# Подбельский, Виктор фон
Ви́ктор фон Подбе́льский (нем. Victor Adolf Theophil von Podbielski; 26 февраля 1844, Франкфурт-на-Одере — 21 января 1916, Берлин) — прусский генерал и германский политический деятель, статс-секретарь почт имперского почтового управления кайзеровской Германии, действительный тайный советник (5 мая 1901).

## Биография
Родился в 1844 году во Франкфурте-на-Одере, в семье прусского генерала Евгения Антона Теофила фон Подбельского (1814—1879).
Учился сначала в гимназии Фридриха Вильгельма в Берлине, а затем в кадетском институте. В 1862 году вступил во 11-й уланский полк прусской армии.
Во время войны с Францией 1870/71 года Подбельский служил офицером генерального штаба X армейского корпуса. С 1885 по 1890 год он был командиром 3-го гусарского полка в Ратенове, а затем возглавил недавно сформированную 34-ю кавалерийскую бригаду в Меце. В этом качестве ему было присвоено звание генерал-майора.
В 1893 году избран в рейхстаг как консерватор.
В 1897 году был назначен статс-секретарем почт, заменив на этом посту Генриха фон Стефана, и сложил с себя депутатские полномочия. В качестве министра почт он провёл некоторые внешние реформы второстепенного значения в организации почты, но возбудил ненависть служащих надзором за их политическим образом мыслей, преследованием за чтение газет оппозиционного направления и т. п.
В 1901 году получил портфель земледелия в прусском кабинете; проявил себя крайним аграрием.
Умер в 1916 году в Берлине.

## Награды
Королевства Пруссия:
- Крест за выслугу лет[нем.]
- Орден Красного орла 4-го класса с мечами (10 марта 1864)[3]
- Орден Короны 4-го класса с мечами (1866)
- Железный крест 2-го класса на чёрной ленте (1870)[4]
- Орден Короны 3-го класса с мечами на кольце (7 сентября 1881)[5]
- Орден Красного орла 2-го класса с дубовыми листьями и мечами на кольце (16 июля 1891)[6]
- Орден Красного орла 1-го класса с дубовыми листьями и мечами на кольце (27 января 1902)[7]
- Орден Короны 1-го класса с мечами на кольце
- Орден Красного орла большой крест с бриллиантами, дубовыми листьями и мечами на кольце

Государств Германской империи:
- Орден Церингенского льва большой крест (великое герцогство Баден)
- Орден Заслуг Святого Михаила большой крест (королевство Бавария)
- Орден Филиппа Великодушного большой крест (великое герцогство Гессен)
- Династический орден Липпе почётный крест 1-го класса (княжество Шаумбург-Липпе)
- Родовой орден Вендской короны рыцарский крест (великие герцогства Мекленбург-Шверин и Мекленбург-Стрелиц)
- Орден Грифона большой крест (великие герцогства Мекленбург-Шверин и Мекленбург-Стрелиц)
- Орден Заслуг герцога Петра-Фридриха-Людвига почётный рыцарский крест 2-го класса с мечами (великое герцогство Ольденбург)
- Орден Заслуг герцога Петра-Фридриха-Людвига почётный большой крест с мечами на кольце (великое герцогство Ольденбург)
- Орден Альбрехта большой крест (королевство Саксония)
- Орден Саксен-Эрнестинского дома большой крест
- Орден Заслуг (Вальдек)[нем.] 2-го класса (княжество Вальдек-Пирмонт)
- Орден Фридриха большой крест (королевство Вюртемберг)

Прочие:
- Орден Железной короны 1-го класса (Австро-Венгрия)
- Орден Звезды Румынии 1-го класса (королевство Румыния)
- Орден Святого Александра Невского (Российская империя)
- Орден Османие 1-й степени (Османская империя)

## Память
В память о Викторе фон Подбельском названы улица и станция метро в Берлине (Подбельскиаллее). Интересно, что в честь советского деятеля В. Н. Подбельского, ещё одного выходца из рода Подбельских, который тоже возглавлял в своей стране почтовое ведомство, ранее также назывались улица и станция метро, но в Москве (см. Улица Подбельского).